# チェース・イムレ
チェース・イムレ（Csősz Imre、1969年5月31日 - ）は、ハンガリーのデブレツェン出身の柔道選手。階級は95kg超級。身長197cm。体重125kg。

## 人物
柔道は10歳の時に始めた。1991年の世界選手権無差別では3位となった。1992年バルセロナオリンピックでは3位決定戦でベルギーのラファウ・クバツキを技有りで破って銅メダルを獲得した。1993年の世界選手権無差別では小川直也に掬投で敗れて5位だった。1996年アトランタオリンピックでは準々決勝でスペインのエルネスト・ペレスに内股で敗れた。2000年シドニーオリンピックでは2回戦で敗れた。巨体ながら器用に隅返をよく繰り出していた。

## 主な戦績
(階級表記のない大会は全て95kg超級及び100kg超級での成績)
- 1990年 - フランス国際　2位
- 1991年 - チェコ国際　優勝
- 1991年 - 世界選手権　無差別 3位
- 1992年 - ブルガリア国際　優勝
- 1992年 - ハンガリー国際　3位
- 1992年 - ポーランド国際　2位
- 1992年 - オーストリア国際　2位
- 1992年 - バルセロナオリンピック　3位
- 1993年 - オーストリア国際　3位
- 1993年 - 世界選手権　95kg超級　7位　無差別　5位
- 1994年 - ハンガリー国際　2位
- 1994年 - ヨーロッパ選手権　95kg超級　5位　無差別　5位
- 1995年 - ハンガリー国際　3位
- 1995年 - ヨーロッパ選手権　95kg超級　5位　無差別　優勝
- 1996年 - ハンガリー国際　優勝
- 1998年 - ハンガリー国際　3位
- 1998年 -  チェコ国際　3位
- 1998年 - ヨーロッパ選手権　95kg超級　3位　無差別　5位
- 2000年 - オーストリア国際　3位
- 2000年 - ハンガリー国際　3位